# 타임스 뉴 로먼

타임스 뉴 로먼

타임스 뉴 로먼(영어: Times New Roman)은 영어에서 많이 사용하는 세리프 글꼴이다. 1932년에 영국에서 창간된 《타임스》라는 신문의 타이틀 글씨체로 디자인한 것으로 영국의 타이포그래퍼였던 스탠리 모리슨이 글꼴 제작을 맡았다.
이 서체는 세리프 글꼴이라서 방송의 자막이나 신문의 본문, 광고 타이틀에서 많이 사용하고 있다. 특히 영어 신문 《타임스》에서 많이 사용하고 있다. 이 글꼴은 길 산, 헬베티카 그리고 북 안티퀴어와 가라몬드와 같이, 현대 사회에서 많이 사용하는 영문 글꼴의 한 가지이다.

## 같이 보기
- STIX 글꼴